# Abderrahmane Cohen
Pour les articles homonymes, voir Cohen.
Abderrahmane Cohen est un homme politique marocain. 
Le 20 août 1964, il devient secrétaire d’État chargé de l’Information, du Tourisme, et des Beaux-arts du Maroc dans le gouvernement Ahmed Bahnini. Le 8 juin 1965, il est nommé secrétaire d’État auprès du ministre du Tourisme et de l’Artisanat dans le gouvernement Hassan II 2.

## Sources